# Ćemaluševa džamija
Ćemaluševa džamija (turski: Cemaluşa camii ) poznata i kao Džamija Havadže Kemaludina bila je džamija smještena između ulice Ferhadija i ulice Maršala Tita i nalazila se na uglu istoimene ulice Čemaluša. Tamo stoji današnja stambena i poslovna zgrada koja je također nazvana po Havadži Kemaludinu (jednostavno poznata kao Vakufski neboder).

## Povijest
Ćemaluševu džamiju je 1515. godine projektirao i izgradio Havadža Kemaludin, koji je u to vrijeme bio student. Džamija je imala kamenu munaru smještenu s lijeve strane, krov na četiri vode, pokriven šindrom. Lučni prozori bili su uokvireni žbukama i vitrajima. Široki strop iznad mihraba sa stalaktitima bio je ispunjen sitnim komadićima raznobojnog rezbarenog drveta. Abdest je izveden na dvije fontane - muškoj i ženskoj.
Uz džamiju je bilo veliko groblje, ograđeno zidom, koje datira iz vremena osmanskog osvajanja Bosne. Članovi obitelji Hadžimusić, Novo i Dženetić pokopani su u haremu Čemaluša. Ratni veteran Mustaj-beg Dženetić, koji je umro 1874. godine, ostavio je stotinu dukata vakufu u svojoj volji s eksplicitnim ciljem da ga pokopa između nadgrobnih spomenika dva najstarija mučenika.
Nakon dolaska Austrougara, ulica Ćemaluša počela je naglo rasti, a tradicionalne bosanske kuće zamijenjene su zgradama koje su se protezale kroz Ferhadiju.
Ćemaluševu džamiju je srušila 1940. godine vlada Kraljevine Jugoslavije koja je naredila rušenje u lipnju 1939. godine. Reuf Kadić je kasnije projektirao i sagradio Vakufski neboder 1947. godine. Također, na mjestu ženskog mekteba je podignut stambeno-poslovni objekat 1942. godine. 